# Waldhäusern

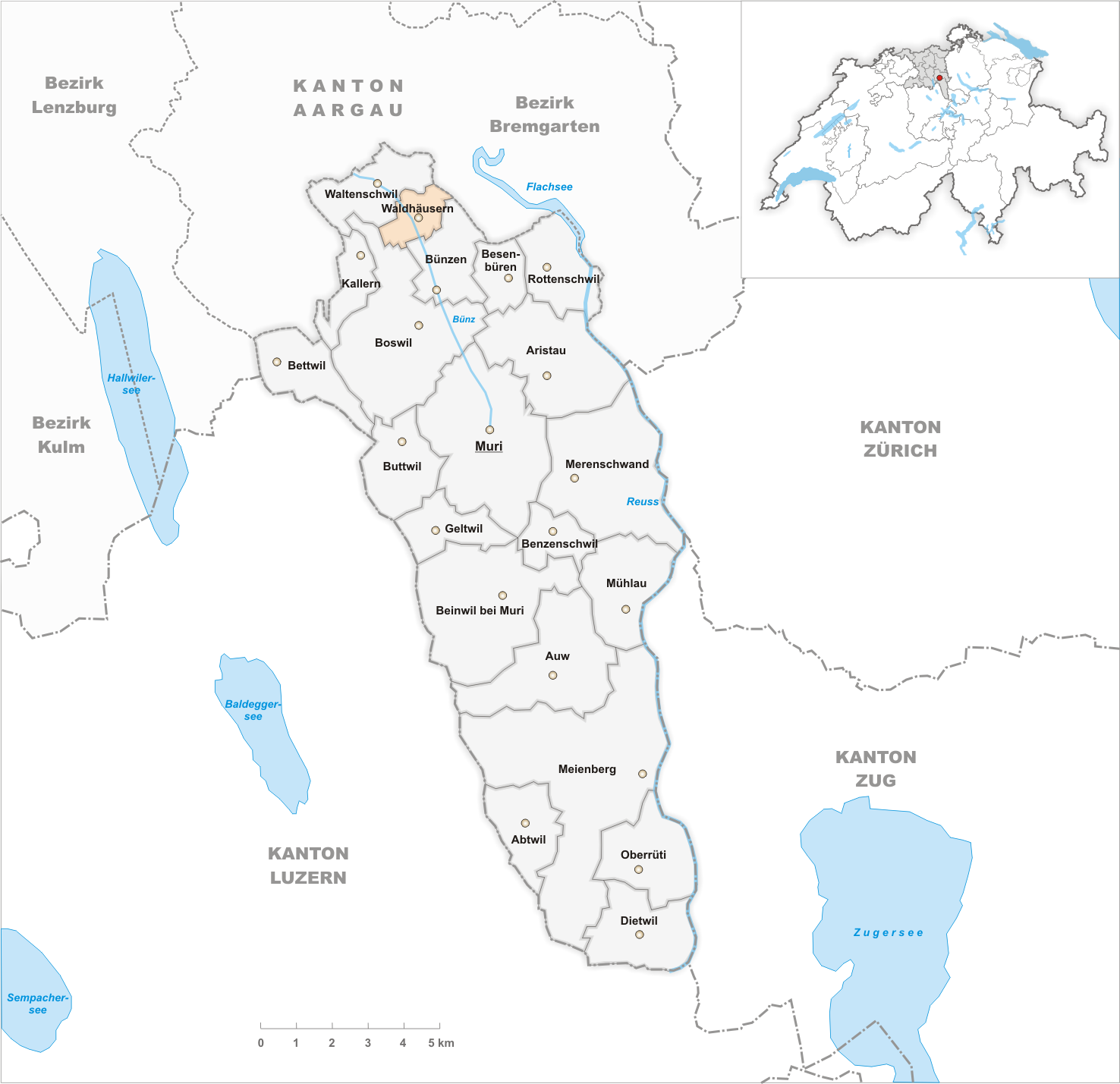
Gemeindestand vor der Fusion am 1. Januar 1940

Waldhäusern ist ein kleines Schweizer Dorf in der Gemeinde Bünzen im Kanton Aargau. Er liegt am östlichen Rand des Bünztals.

## Geschichte
1312 erfolgte die erste Erwähnung des Ortes als Walthusern. Die Grundherrschaft war in den Händen der Klöster Einsiedeln und Muri. Ab 1491 unterstand der Ort dem Twing Boswil, spätestens ab 1530 gehörte er zur Pfarrei Bünzen. Ein Grossbrand zerstörte 1601 weite Teile des Dorfes. Zu Beginn des 20. Jahrhunderts litt die damals eigenständige Gemeinde an einer zunehmend schlechter werdenden Finanzlage. 1909 lehnte es Waltenschwil ab, Waldhäusern einzugemeinden. Die starke finanzielle Belastung durch die Gewässerkorrektion der Bünz und die Güterregulierung führten 1940 zur Auflösung der Gemeinde und zur Fusion mit Bünzen; der Weiler Hessel gelangte zu Waltenschwil.

## Bevölkerung
Die Einwohnerzahlen entwickelten sich wie folgt:
| Jahr      | 1749 | 1803 | 1850 | 1900 | 1930 |
| Einwohner | 93   | 131  | 134  | 111  | 133  |

## Verkehr
Waldhäusern liegt an der Kantonsstrasse 362 von Wohlen über Waltenschwil nach Bünzen. Die Anbindung an das Netz des öffentlichen Verkehrs erfolgt durch eine Postautolinie vom Bahnhof Wohlen über Bünzen und Aristau nach Muri.